# Edith Head

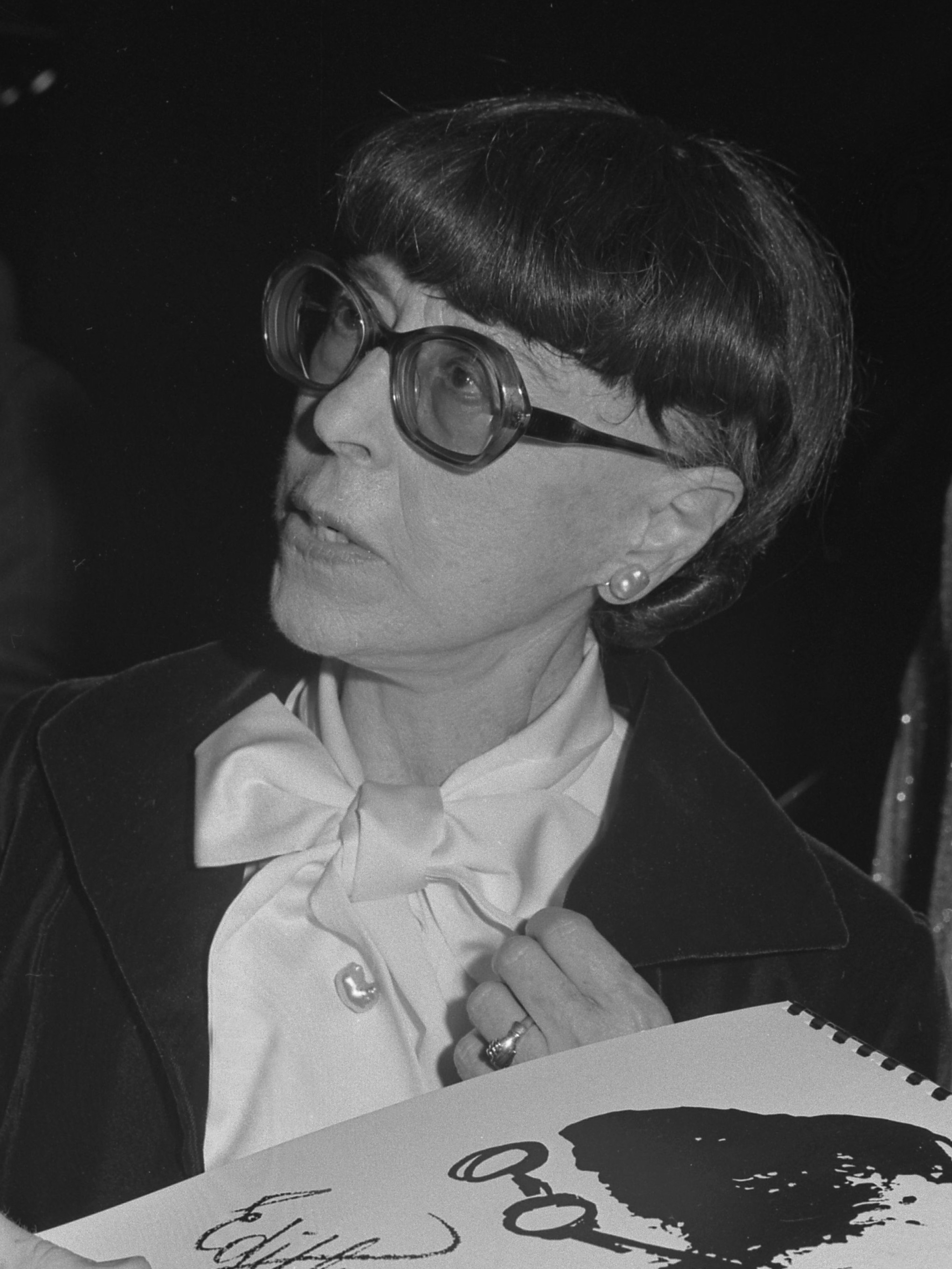
Edith Head (1976)

Edith Head (* 28. Oktober 1897 in San Bernardino, Kalifornien als Edith Claire Posener; † 24. Oktober 1981 in Los Angeles) war eine amerikanische Kostümbildnerin beim Film. Sie versorgte fast 450 Filme mit ihren Kostümentwürfen und erhielt dafür 35 Oscar-Nominierungen und gewann acht Oscars. Sie ist damit die meistausgezeichnete Kostümbildnerin und Frau in der Geschichte der Academy Awards.

## Leben
Edith Head kam als Tochter von Karl Maximilian und Anna Posener (geb. Levy) in San Bernardino, Kalifornien, zur Welt. Sie machte 1920 ihren Master in Französisch an der Stanford-Universität und schloss zudem ein Studium mit Bachelor an der University of California in Berkeley ab. Am Otis Institute und an der Chouinard Art School in Los Angeles setzte sie ihre Studien fort. Während der 1920er Jahre unterrichtete sie Französisch und Kunst an der Hollywood School for Girls. 1923 heiratete sie Charles Head, von dem sie sich 1936 wieder scheiden ließ. Ebenfalls 1923 versuchte sie sich kurzzeitig als Schauspielerin, merkte jedoch, dass ihr das Schneidern von Filmkostümen mehr zusagte. Unter der Leitung des Designers Howard Greer war sie erstmals für Paramount Pictures tätig. Ab 1927 war sie Assistentin von Travis Banton, der sich in den 1930er Jahren vor allem mit seinen Kostümen für Marlene Dietrich einen Namen machte. Innerhalb der Kostümabteilung von Paramount, die später nach ihr benannt wurde, stieg Head 1938 zur Chefdesignerin auf. 1940 heiratete sie den Szenenbildner Wiard Ihnen.

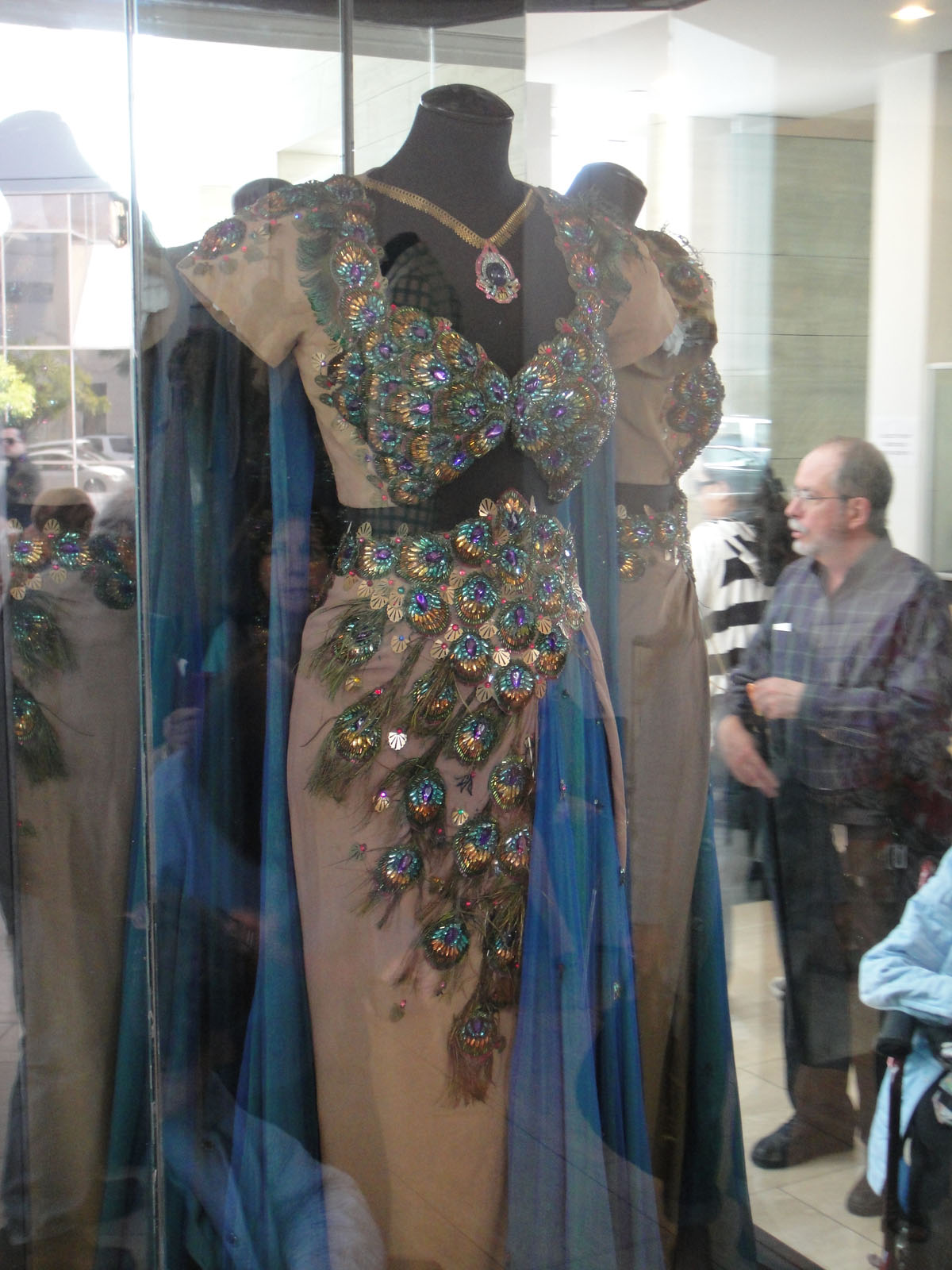
Ein von Head entworfenes Kostüm für Hedy Lamarr in Samson und Delilah (1949)

Für Jahrzehnte war Edith Heads Name ein Synonym für Hollywood-Kostüme. Sie beeinflusste Amerikas Mode durch ihre Entwürfe für einige der führenden weiblichen Stars. Der von ihr entworfene Sarong für Dorothy Lamour in Die Dschungel-Prinzessin (1936) sorgte für Aufsehen und wurde vielfach kopiert. Ebenso das von ihr stammende trägerlose Abendkleid mit Tüll und Satin für Elizabeth Taylor in Ein Platz an der Sonne (1951). Für Grace Kelly entwarf sie ein Seidenkleid, das diese bei der Oscarverleihung 1954 trug, als sie für Ein Mädchen vom Lande den Oscar erhielt. Nach insgesamt 44 Jahren bei Paramount wechselte Head 1967 zu Universal, wo sie bis zu ihrem Tod angestellt blieb.
Die Filmparodie Tote tragen keine Karos (1981) war der letzte Film, an dem Head beteiligt war. Dabei kopierte sie Kostüme anderer Designer aus der Studioära, sodass die hineingeschnittenen Szenen aus klassischen Film noirs der 1940er Jahre zum neu gedrehten Material passten. Edith Head starb kurz nach Beendigung ihrer Arbeit an diesem Film an den Folgen einer Myelofibrose, einer seltenen Erkrankung des Knochenmarkes. Ihr Grab befindet sich im Forest Lawn Memorial Park in Glendale, Kalifornien.
In der Folge Klatsch kann tödlich sein der Fernsehfilm-Reihe Columbo spielte Head 1973 sich selbst. Ein Foto von Edith Head, das sie bei der Arbeit zeigt, wurde als eine in einem Block von zehn „US-37c“-Gedenkbriefmarken am 25. Februar 2003 herausgegeben. Die Marken gehören zur Serie American Filmmaking: Behind the Scenes. Die Figur der Edna Mode in der Pixar-Produktion Die Unglaublichen (2004) wurde Edith Head nachempfunden.

## Filmografie (Auswahl)
- 1925: Der Wanderer (The Wanderer) (Assistentin von Howard Greer)
- 1928: Steckbrieflich verfolgt (Ladies of the Mob)
- 1936: Die Dschungel-Prinzessin (The Jungle Princess)
- 1938: The Big Broadcast of 1938
- 1938: Tropic Holiday
- 1941: Die Falschspielerin (The Lady Eve)
- 1941: Urlaub vom Himmel (Here Comes Mr. Jordan)
- 1941: Aloma, die Tochter der Südsee (Aloma of the South Seas)
- 1941: Das goldene Tor (Hold Back the Dawn)
- 1941: Die merkwürdige Zähmung der Gangsterbraut Sugarpuss (Ball of Fire)
- 1941: Sullivans Reisen (Sullivan’s Travels)
- 1941: Birth of the Blues
- 1941: Eheposse (Skylark)
- 1942: Musik, Musik (Holiday Inn)
- 1942: Der Major und das Mädchen (The Major and the Minor)
- 1942: Mabok, der Schrecken des Dschungels (Beyond the Blue Horizon)
- 1942: Der gläserne Schlüssel (The Glass Key)
- 1942: Die Narbenhand (This Gun for Hire)
- 1942: Meine Frau, die Hexe (I Married a Witch)
- 1942: Der Weg nach Marokko (Road to Morocco)
- 1943: Das zweite Gesicht (Flesh and Fantasy)
- 1943: Lady of Burlesque
- 1944: Die Träume einer Frau (Lady in the Dark)
- 1944: Der unheimliche Gast (The Uninvited)
- 1944: Der Weg zum Glück (Going My Way)
- 1944: Frau ohne Gewissen (Double Indemnity)
- 1944: Ich werde dich wiedersehen (I’ll Be Seeing You)
- 1944: Here Come the Waves
- 1945: A Medal for Benny
- 1945: Incendiary Blonde
- 1945: Das verlorene Wochenende (The Lost Weekend)
- 1945: Die Glocken von St. Marien (The Bells of St. Mary’s)
- 1946: Berüchtigt (Notorious)
- 1946: Mutterherz (To Each His Own)
- 1946: Die blaue Dahlie (The Blue Dahlia)
- 1946: Die seltsame Liebe der Martha Ivers (The Strange Love of Martha Ivers)
- 1946: Der Mann aus Virginia (The Virginian)
- 1947: California
- 1947: Der Fluch des Wahnsinns (Cry Wolf)
- 1947: Mit Gesang geht alles besser (Welcome Stranger)
- 1947: Die zwei Mrs. Carrolls (The Two Mrs. Carrolls)
- 1947: Pauline, laß das Küssen sein (The Perils of Pauline)
- 1947: Die Farmerstochter (The Farmer’s Daughter)
- 1947: Rauhe Ernte (Wild Harvest)
- 1947: Mädchen für Hollywood (Variety Girl)
- 1947: Eine brennende Liebe (The Other Love)
- 1947: Meine bessere Hälfte (Dear Ruth)
- 1948: Schmuggler von Saigon (Saigon)
- 1948: Ich küsse Ihre Hand, Madame (The Emperor Waltz)
- 1948: Eine auswärtige Affäre (A Foreign Affair)
- 1948: Du lebst noch 105 Minuten (Sorry, Wrong Number)
- 1948: Die Nacht hat tausend Augen (Night Has a Thousand Eyes)
- 1949: Die Erbin (The Heiress)
- 1949: Frau in Notwehr (The Accused)
- 1949: Blutige Diamanten (Rope of Sand)
- 1949: Samson und Delilah (Samson and Delilah)
- 1949: Vom FBI gejagt (Manhandled)
- 1949: Der große Liebhaber (The Great Lover)
- 1950: Lach und wein mit mir (Riding High)
- 1950: Entgleist (No Man of Her Own)
- 1950: Alles über Eva (All About Eve)
- 1950: Stadt im Dunkel (Dark City)
- 1950: Boulevard der Dämmerung (Sunset Blvd.)
- 1950: Flammendes Tal (Copper Canyon)
- 1950: Tanzen ist unser Leben – Let’s Dance (Let’s Dance)
- 1950: Irma, das unmögliche Mädchen (My Friend Irma Goes West)
- 1950: Das Brandmal (Branded)
- 1951: Ein Platz an der Sonne (A Place in the Sun)
- 1951: Der jüngste Tag (When Worlds Collide)
- 1951: Polizeirevier 21 (Detective Story)
- 1951: U-Kreuzer Tigerhai (Submarine Command)
- 1951: Peking-Expreß (Peking Express)
- 1951: Sein letzter Verrat (The Last Outpost)
- 1951: Spione, Liebe und die Feuerwehr (My Favorite Spy)
- 1951: Die silberne Stadt (Silver City)
- 1951: Gold in Neuguinea (Crosswinds)
- 1952: Die größte Schau der Welt (The Greatest Show on Earth)
- 1952: Hongkong (Hong Kong)
- 1952: My Son John
- 1952: Carrie
- 1952: Der weiße Sohn der Sioux (The Savage)
- 1952: Nur für Dich (Just for You)
- 1952: Wofür das Leben sich lohnt (Something to Live For)
- 1952: Kehr zurück, kleine Sheba (Come Back, Little Sheba)
- 1952: Terror am Rio Grande (Denver and Rio Grande)
- 1952: Die Geliebte des Korsaren (Caribbean)
- 1953: Donner in Fern-Ost (Thunder in the East)
- 1953: Ein Lied, ein Kuß, ein Mädel (The Stars Are Singing)
- 1953: Geknechtet (The Vanquished)
- 1953: Starr vor Angst (Scared Stiff )
- 1953: Mein großer Freund Shane (Shane)
- 1953: Kampf der Welten (The War of the Worlds)
- 1953: Ein Herz und eine Krone (Roman Holiday)
- 1953: Der Tolpatsch (The Caddy)
- 1954: Die Lachbombe (Knock on Wood)
- 1954: Das Fenster zum Hof (Rear Window)
- 1954: Elefantenpfad (Elephant Walk)
- 1954: Sabrina
- 1954: Weiße Weihnachten (White Christmas)
- 1954: Ein Mädchen vom Lande (The Country Girl)
- 1955: Über den Dächern von Nizza (To Catch a Thief)
- 1955: Immer Ärger mit Harry (The Trouble with Harry)
- 1955: An einem Tag wie jeder andere (The Desperate Hours)
- 1955: Der Agentenschreck (Artists and Models)
- 1955: Die tätowierte Rose (The Rose Tattoo)
- 1955: Der Hofnarr (The Court Jester)
- 1956: Der Mann, der zuviel wußte (The Man Who Knew Too Much)
- 1956: Die zehn Gebote (The Ten Commandments)
- 1956: Der Berg der Versuchung (The Mountain)
- 1956: Der Regenmacher (The Rainmaker)
- 1956: Die falsche Eva (The Birds and the Bees)
- 1957: Zeugin der Anklage (Witness for the Prosecution)
- 1957: Ein süßer Fratz (Funny Face)
- 1957: Zwei rechnen ab (Gunfight at the O.K. Corral)
- 1957: Die Teufelskurve (The Devil's Hairpin)
- 1957: Schicksalsmelodie (The Joker Is Wild)
- 1958: König der Freibeuter (The Buccaneer)
- 1958: Getrennt von Tisch und Bett (Separate Tables)
- 1958: Reporter der Liebe (Teacher’s Pet)
- 1958: Vertigo – Aus dem Reich der Toten (Vertigo)
- 1958: Hausboot (Houseboat)
- 1959: Die Falle von Tula (The Trap)
- 1959: Fünf Pennies (The Five Pennies)
- 1960: Aschenblödel (Cinderfella)
- 1960: So eine Affäre (The Facts of Life)
- 1961: Der Bürotrottel (The Errand Boy)
- 1961: Die unteren Zehntausend (Pocketful of Miracles)
- 1961: Alles in einer Nacht (All in a Night’s Work)
- 1961: Frühstück bei Tiffany (Breakfast at Tiffany’s)
- 1962: Der Mann, der Liberty Valance erschoß (The Man Who Shot Liberty Valance)
- 1962: Verrat auf Befehl (The Counterfeit Traitor)
- 1962: Hatari!
- 1963: Die Vögel (The Birds)
- 1963: Verliebt in einen Fremden (Love with the Proper Stranger)
- 1963: Eine neue Art von Liebe (A New Kind of Love)
- 1964: Ein Goldfisch an der Leine (Man’s Favorite Sport?)
- 1964: Immer mit einem anderen (What a Way to Go!)
- 1964: Marnie
- 1964: Madame P. und ihre Mädchen (A House Is Not a Home)
- 1964: Der gelbe Rolls-Royce (The Yellow Rolls-Royce)
- 1965: Die vier Söhne der Katie Elder (The Sons of Katie Elder)
- 1965: Das große Rennen rund um die Welt (The Great Race)
- 1965: Verdammte, süße Welt (Inside Daisy Clover)
- 1966: Überfall auf die Queen Mary (Assault on a Queen)
- 1966: Der zerrissene Vorhang (Torn Curtain)
- 1966: Das Hotel (Hotel)
- 1967: Barfuß im Park (Barefoot in the Park)
- 1968: Inferno am Fluß (Blue)
- 1970: Storia di una donna
- 1970: Sie möchten Giganten sein (Sometimes a Great Notion)
- 1972: Hammersmith ist raus (Hammersmith Is Out)
- 1972: Die Geier warten schon (Showdown)
- 1973: Nora (A Doll’s House)
- 1973: Der Clou (The Sting)
- 1973: Columbo: Klatsch kann tödlich sein (Requiem for a Falling Star)
- 1976: Der blaue Vogel (The Blue Bird)
- 1981: Tote tragen keine Karos (Dead Men Don’t Wear Plaid)

## Auszeichnungen
Oscar
Edith Head erhielt insgesamt 35 Nominierungen in der Kategorie Bestes Kostümdesign. Gewinnen konnte sie acht Oscars:
- 1950: Die Erbin (gemeinsam mit Gile Steele)
- 1951: Samson und Delilah (gemeinsam mit Dorothy Jeakins, Elois Jensson, Gile Steele und Gwen Wakeling)
- 1951: Alles über Eva
- 1952: Ein Platz an der Sonne
- 1954: Ein Herz und eine Krone
- 1955: Sabrina
- 1961: So eine Affäre (gemeinsam mit Edward Stevenson)
- 1974: Der Clou

BAFTA Award
- 1976: Nominierung in der Kategorie Beste Kostüme für Der Mann, der König sein wollte

Laurel Award
- 1964: Golden Laurel (Spezial-Preis)

Hollywood Walk of Fame
- 1974: Stern auf dem Walk of Fame für ihre Filmarbeit (6504 Hollywood Blvd.)